# Kriegerdenkmal Berenbrock

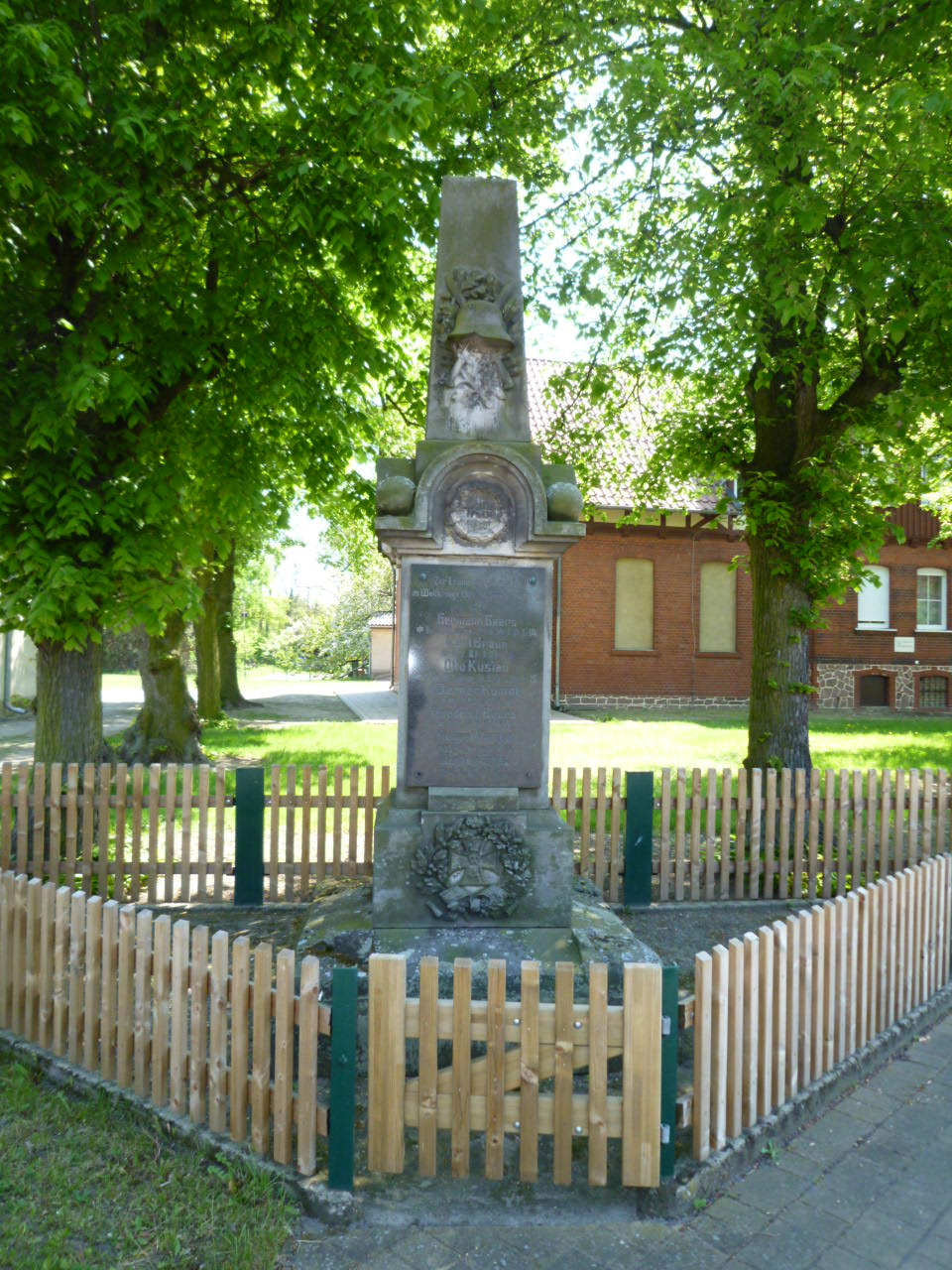
Kriegerdenkmal in Berenbrock

Das kurz nach dem Ersten Weltkrieg entstandene denkmalgeschützte Kriegerdenkmal im Calvörder Ortsteil Berenbrock befindet sich im Ortskern direkt vor dem Gemeinschaftshaus/Lindenstraße.

## Beschreibung
Der auf einem Stufensockel mit hohem Unterbau stehende Obelisk erinnert an die Kriegsopfer des Ortes aus dem Ersten Weltkrieg. Das darauf stehende Gesims ist zu Rundgiebeln aufgekröpft. Darüber befinden sich Embleme des Kriegerhandwerks und Eichenlaub, die Ecken sind mit Kanonenkugeln versehen. 

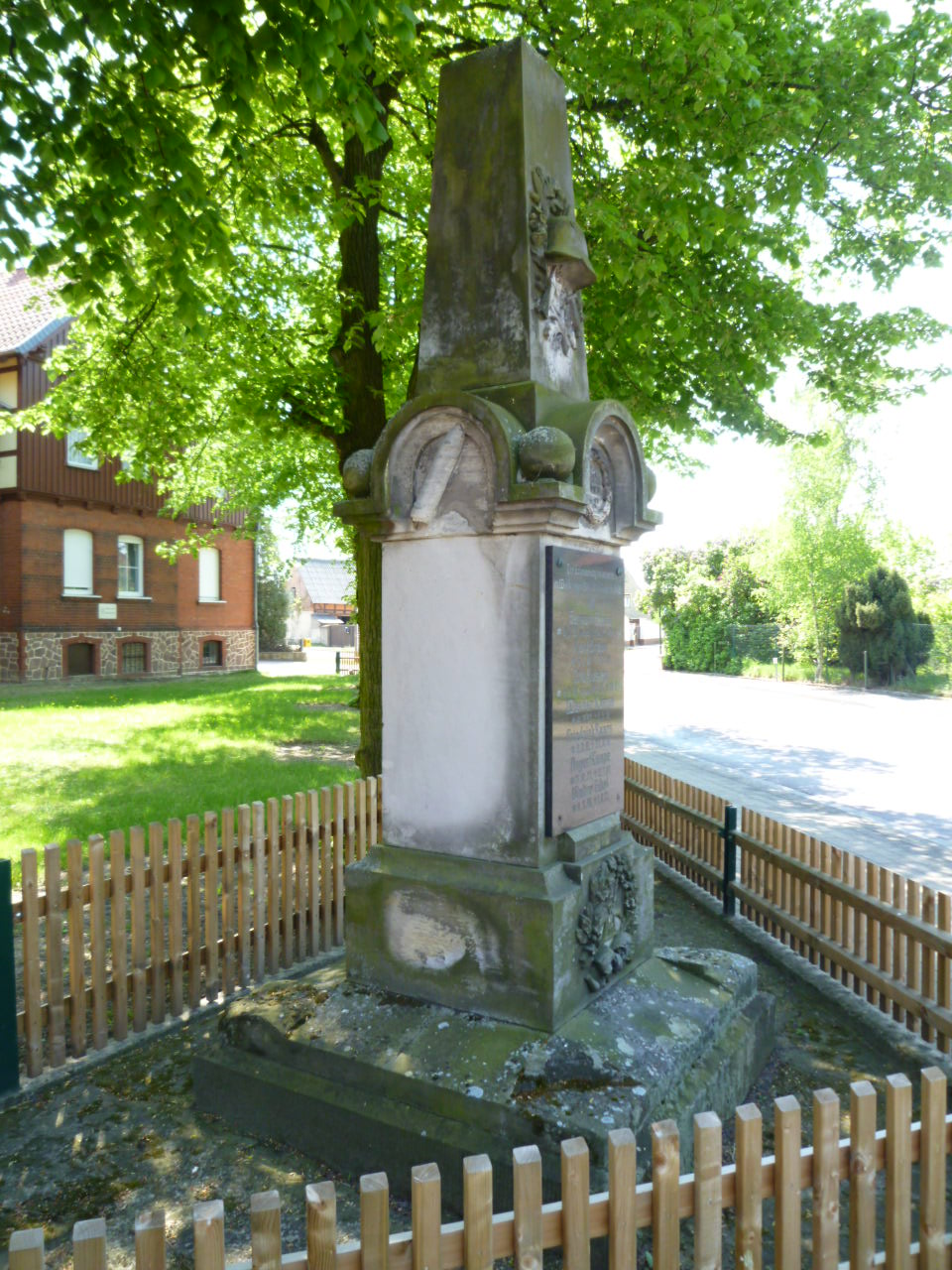
Seitenansicht
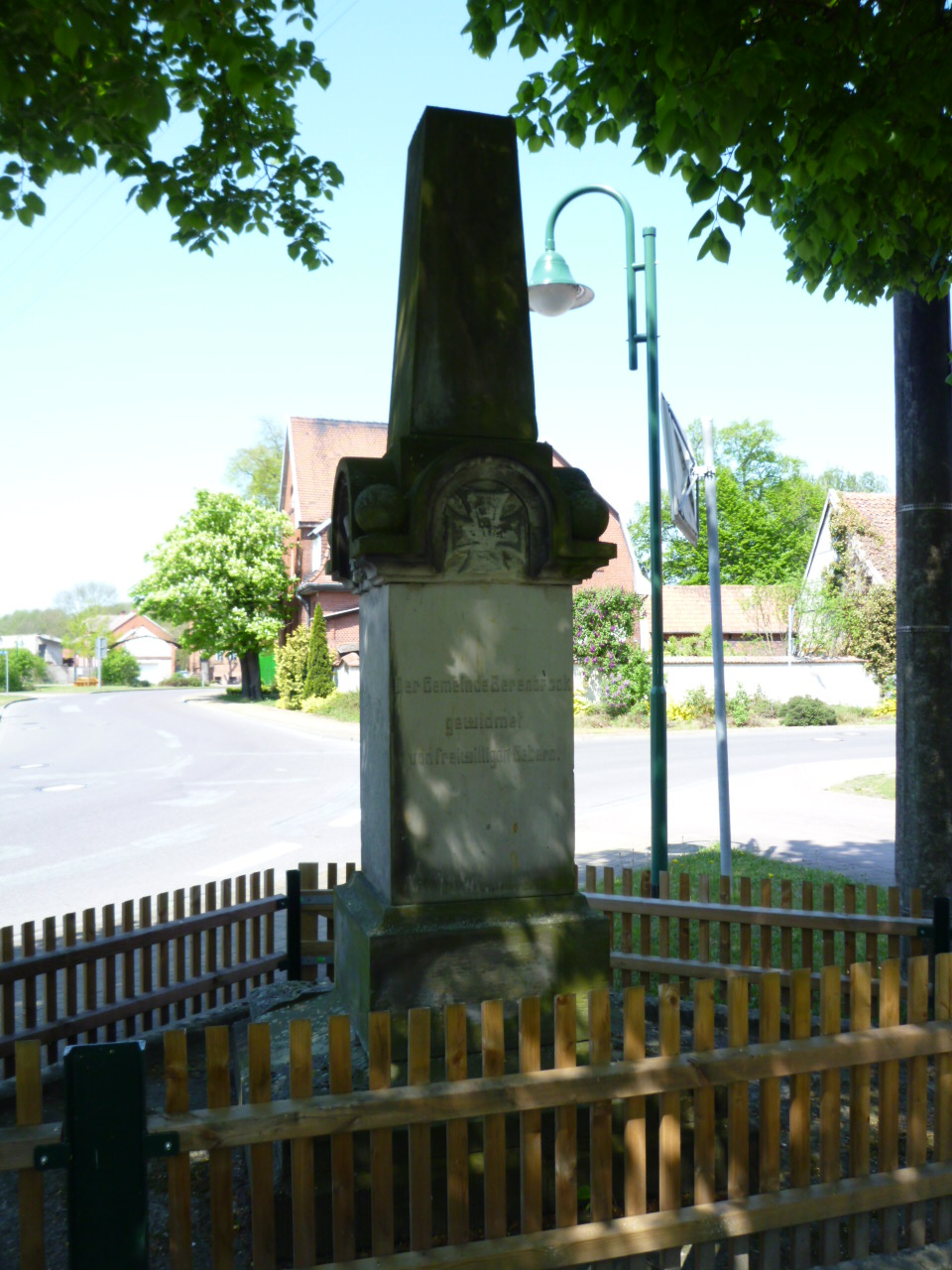
Hinteransicht
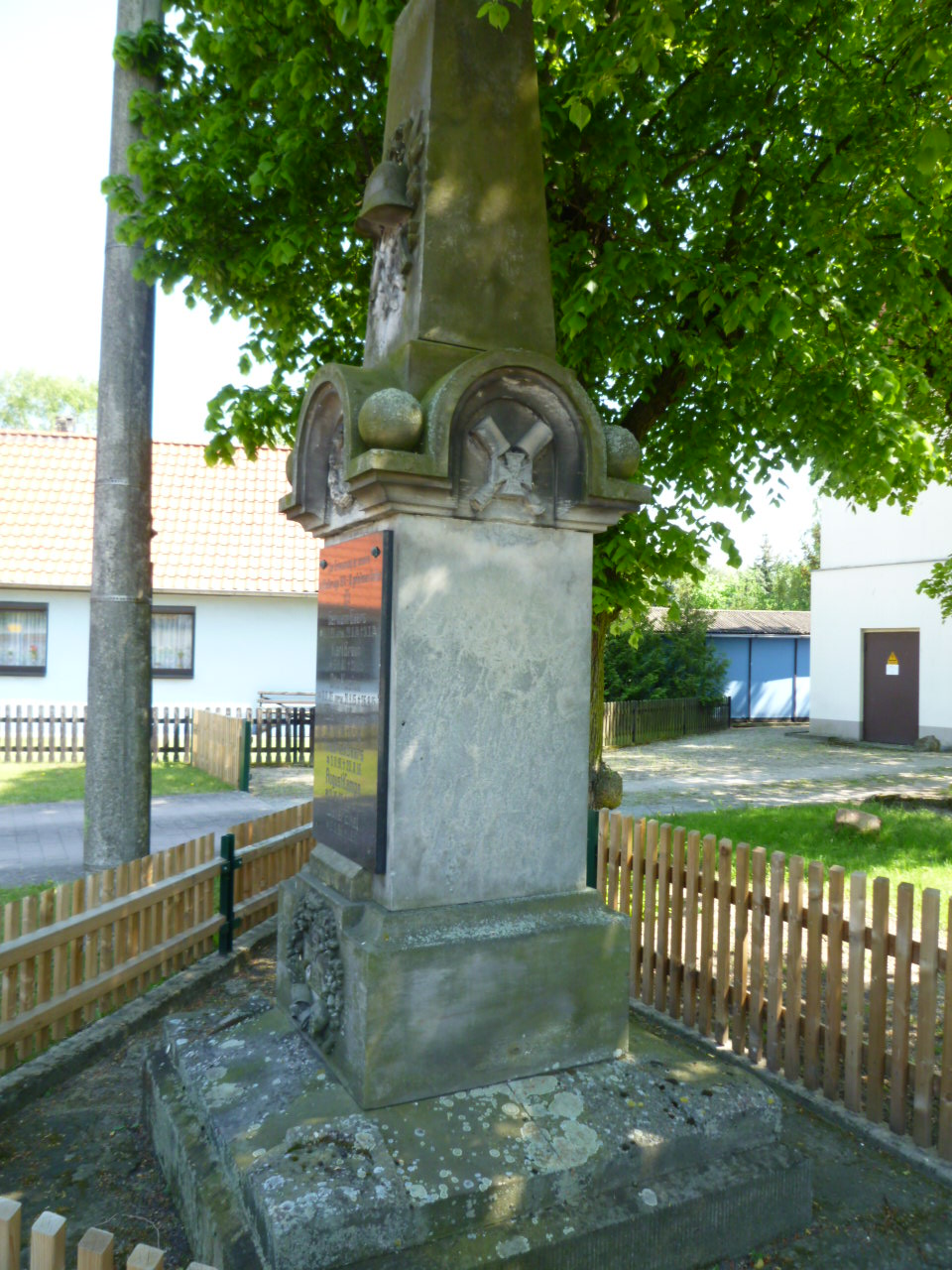
Seitenansicht
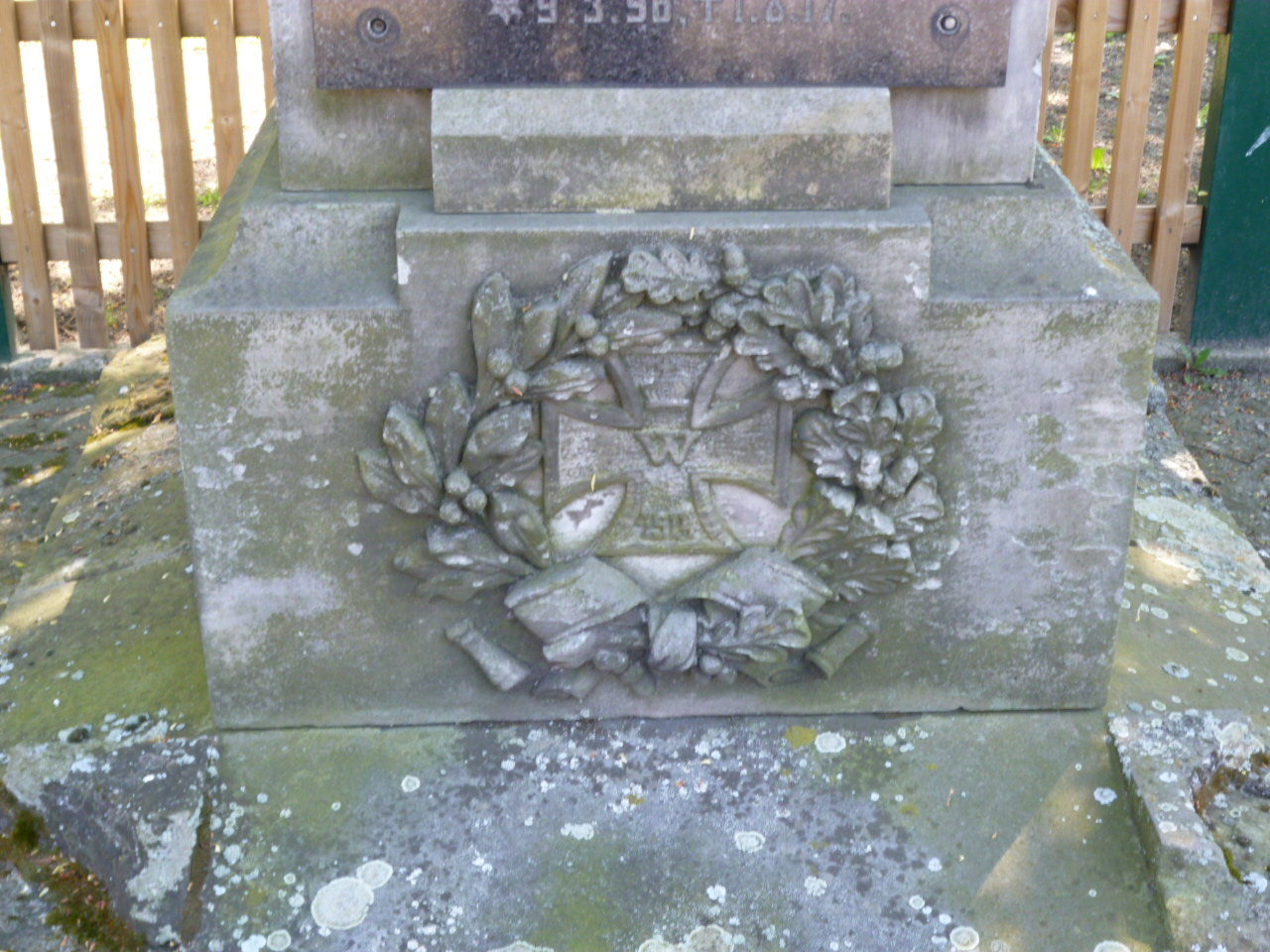
Detail am Sockel